# The Bellevue-Stratford Hotel
El hotel Bellevue-Stratford es un edificio emblemático en 200 S. Broad Street en la esquina de Walnut Street en el centro de la ciudad de Filadelfia, Pensilvania. Construido en 1904 y ampliado a su tamaño actual en 1912, ha continuado como una institución bien conocida durante más de un siglo y todavía es ampliamente conocido por ese nombre histórico original. En 1988, el edificio se convirtió en un desarrollo de uso mixto. Ha sido conocido desde entonces como The Bellevue. Hyatt administra actualmente la parte del hotel como The Bellevue Hotel.

## Historia

### Jorge Boldt
Nacido Georg Karl Boldt en Prusia en 1851, emigró a los Estados Unidos cuando era adolescente en 1864. Comenzando como trabajador de cocina, a los 25 años fue contratado por William Kehrer, administrador del Club de Filadelfia, como su asistente de administrador en el momento de la Exposición del Centenario de 1876 en Filadelfia. Poco después, se casó con la hija de su empleador, Louise Kehrer, nacida en Filadelfia. Miembros prominentes del Club de Filadelfia ayudaron a la pareja a establecer su propio hotel, el Bellevue, en la esquina noroeste de las calles Broad y Walnut, en 1881. Un pequeño hotel, rápidamente se hizo conocido a nivel nacional por su alto nivel de servicio, clientela de élite y excelente cocina; se cree que Chicken à la King fue creado en la década de 1890 por el cocinero del hotel William "Bill" King.
En 1890, William Waldorf Astor invitó a George Boldt a ser propietario del nuevo hotel Waldorf en la ciudad de Nueva York. Louise Boldt había sido fundamental para que su hotel de Filadelfia fuera atractivo y socialmente aceptable para las mujeres adineradas. Esta fue probablemente una de las principales motivaciones para que Astor le pidiera a George Boldt que se convirtiera en propietario de su nuevo Waldorf, más tarde ampliado por John Jacob Astor IV para convertirse en la institución de clase mundial conocida como el Hotel Waldorf-Astoria.

### Construcción
Con su éxito en la gestión del enorme Waldorf Astoria, George Boldt decidió construir un hotel igualmente grande y lujoso en su ciudad natal. Adquirió el Stratford Hotel en Walnut en la esquina suroeste y encargó el gran Bellevue-Stratford Hotel de 19 pisos, diseñado en estilo renacentista francés por GW & WD Hewitt, con Purdy y Henderson, ingenieros. Estos arquitectos de Filadelfia también diseñaron la famosa residencia histórica de los Boldt, el Castillo de Boldt en las Mil Islas. Inaugurado en 1904 después de dos años de construcción y con un costo de más de $ 8,000,000 (en dólares de 1904), el Bellevue-Stratford fue descrito en ese momento como el hotel más lujoso de la nación y quizás el edificio hotelero más espectacular del mundo. Tenía cientos de suites para invitados en una variedad de estilos, el salón de baile más magnífico de los Estados Unidos, delicados accesorios de iluminación diseñados por Thomas Edison, adornos de vidrieras emplomadas y emplomadas en forma de tragaluces y ventanas venecianas y tragaluces de Alfred Godwin, y la escalera elíptica de mármol y hierro trabajada a mano más célebre de la ciudad. La cocina fue amueblada por Duparquet, Huot & Moneuse. En 1912, una gran extensión hacia el oeste lo elevó a unas 1.090 habitaciones y agregó las salas para eventos con cúpula en el último piso.

### Primeros años

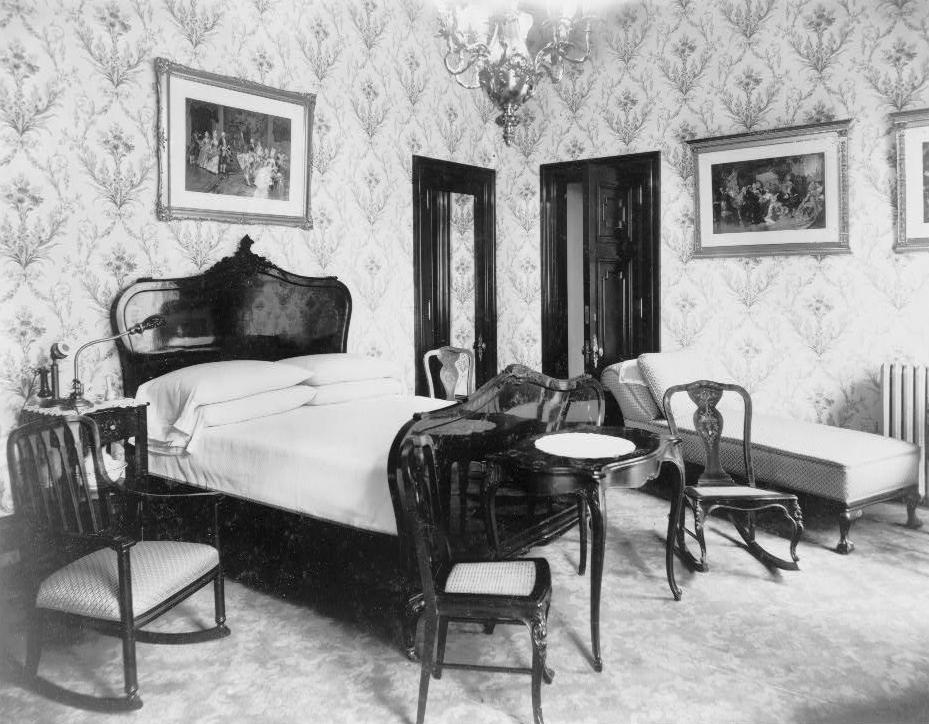
Un dormitorio en Bellevue-Stratford, fotografiado por William H. Rau, c. 1905

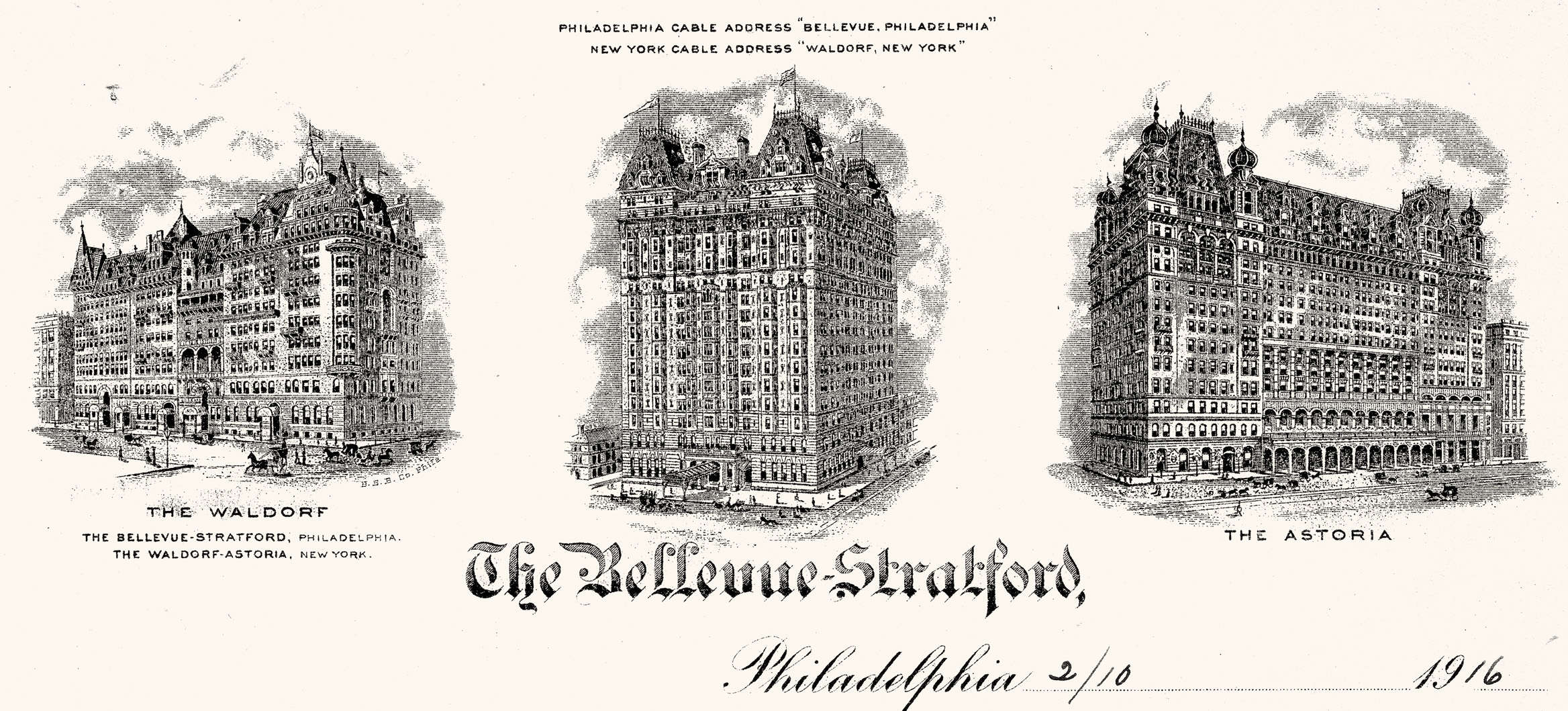
Membrete grabado de 1916 del hotel Bellevue-Stratford con viñetas tanto del hotel como del hotel Waldorf Astoria en la ciudad de Nueva York, ambos operando entonces bajo la dirección de George Boldt

Desde sus inicios, Bellevue-Stratford fue el centro de las actividades culturales, sociales y comerciales de Filadelfia. Pronto funcionó como una especie de casa club para el establecimiento de Filadelfia, no solo un lugar donde los ricos y poderosos cenaban y ocasionalmente dormían, sino también el lugar para sus reuniones y funciones sociales.[cita requerida] Bailes benéficos, bodas de sociedad, reuniones de clubes y reuniones familiares especiales se han llevado a cabo en los salones de baile y salas de reuniones del hotel. Los ricos y famosos, la realeza y los jefes de Estado de todo el mundo, los presidentes, los políticos, los actores y los escritores famosos se han alojado dentro de sus muros. 15 presidentes de EE. UU., comenzando con Theodore Roosevelt y terminando con Ronald Reagan, han sido huéspedes del hotel, que se llama respetuosamente la "Gran Dama de Broad Street".[cita requerida]
Originalmente, el extremo occidental del edificio tenía solo tres pisos de altura. En 1911, Boldt agregó extensiones al hotel y lo llevó a los diecinueve pisos completos. Se completó en 1912 a un costo de $ 850,000.[cita requerida]
En junio de 1919, el Bellevue fue arrendado a T. Coleman du Pont, junto con Lucius M. Boomer, presidente de Boomer-du Pont Properties Corporation. El terreno y el edificio fueron retenidos por George C. Boldt Jr. Boomer-du Pont ofreció a la familia Boldt $ 7,500,000 por el hotel. Se negaron, ya que el precio solicitado era de $ 10,000,000. En junio de 1925, la compañía respaldada por duPont, The Bellevue Company, compró el hotel por $6,500,000 a los herederos de George C. Boldt. Se dijo que se pagaron $ 3,000,000 en efectivo y se tomó una hipoteca sobre la propiedad por $ 3,500,000.
En octubre de 1926, la reina María de Rumanía se hospedó en el hotel. La Royal Suite de 11 habitaciones en el séptimo piso que será ocupada por la reina María y su séquito de 19 tiene historia. Entre las personas de fama mundial que han ocupado la suite se encuentran el presidente y la Sra. Calvin Coolidge, Cardenal Mercier de Bélgica, Presidente y Sra. Woodrow Wilson, Mariscal Joffre, General John J. Pershing, Presidente y Sra. Warren G. Harding, hermano del emperador de Japón, Sir Esme Howard, el embajador Jules Jusserand y el embajador Auckland Geddes.
Durante la década de 1920 hasta la década de 1940, el destacado anfitrión mundial Claude H. Bennett administró el hotel de Filadelfia, que ahora tiene 735 habitaciones. Su hijo, Robert C. Bennett (Cornell Hotel School 1940), y su nieto, Robert Jr. (Drexel Hill, PA), profesor de administración hotelera en un colegio comunitario suburbano de Filadelfia (Delaware County Community College), formaban parte de la alta gerencia. personal de la "Gran Dama" de Broad Street hasta la década de 1970 antes del cierre temporal del hotel.

### Rechazar

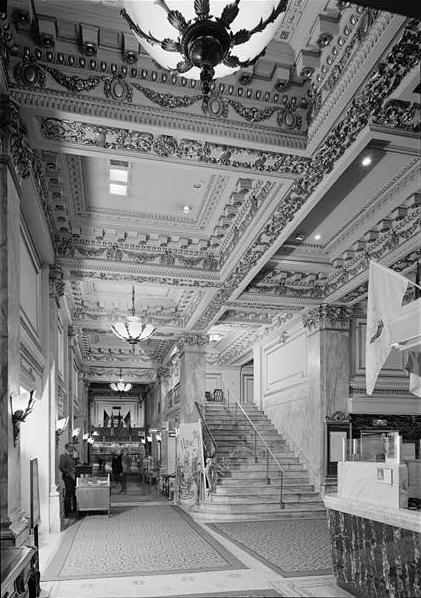
El vestíbulo en 1976

La Gran Depresión trajo tiempos difíciles para Bellevue-Stratford, aunque siguió siendo el "hotel de Filadelfia". Gradualmente, debido a la falta de ingresos y atención, el brillo del hotel comenzó a empañarse. Durante las décadas de 1940 y 1950, se pensaba que la arquitectura clásica y los ricos detalles decorativos del hotel eran abrumadores, anacrónicos e incluso ofensivos.
El destacado hotelero Charles Todd administró el hotel después de este período, devolviéndolo "al negro". Había administrado las instalaciones de Lake Placid para los Juegos Olímpicos de Invierno de 1932 y luego se retiró del famoso Hotel Hershey en Hershey, Pensilvania, en la década de 1960. También es conocido por enseñar un juego de dominio público llamado " El juego del propietario " (enseñanza de los principios económicos del georgismo propugnado por Henry George) en la década de 1930 a Charles Darrow, quien más tarde afirmó haberlo inventado como Monopoly.
Fue la sede de las Convenciones Nacionales de 1936 y 1948 del Partido Republicano de EE. UU. y la Convención de 1948 del Partido Demócrata.
El 30 de octubre de 1963, el hotel Bellevue - Stratford se convirtió en una especie de "campo de pruebas" para el presidente número 35 de los EE. -Hotel Stratford. Menos de un mes después, JFK fue asesinado en una caravana de automóviles abiertos por la ciudad de Dallas, Texas.
Ganó notoriedad mundial en 1976, cuando fue sede de una convención estatal de la Legión Americana. Poco después, una enfermedad parecida a la neumonía mató a 29 personas y enfermó a 182 más que había albergado. La gran mayoría eran miembros de la convención. La publicidad negativa asociada con lo que se conoció como "Enfermedad del legionario" hizo que la ocupación en Bellevue-Stratford cayera en picado al 4 por ciento y el hotel finalmente cerró el 18 de noviembre de 1976.
En 1977, el Dr. Joseph McDade descubrió una nueva bacteria, que fue identificada como el organismo causante. Prospera en lugares cálidos y húmedos como el agua de las torres de enfriamiento del sistema de aire acondicionado de Bellevue-Stratford, que propagó la enfermedad por todo el hotel. La bacteria se denominó Legionella y la enfermedad, legionelosis, en honor a las primeras víctimas.
El edificio vacío se incluyó en el Registro Nacional de Lugares Históricos en 1977.

### Restauración
Se vendió en junio de 1978 a Richard I. Rubin Company por $ 8,25 millones. Rubin emprendió una restauración de $ 25 millones. Las habitaciones de huéspedes fueron totalmente destruidas y su número se redujo de 725 a 565, mientras que las áreas públicas fueron cuidadosamente restauradas a su apariencia de 1904. Se importaron 44.000 yardas cuadradas de alfombras de Irlanda, 25 toneladas de mármol de Portugal y candelabros de cristal de Uruguay.
Reabrió el 26 de septiembre de 1979, administrado por Fairmont Hotels, como Fairmont Hotel. Al año siguiente, Western International Hotels compró una participación del 49 por ciento y asumió la administración el 15 de noviembre de 1980, devolviendolo a su nombre original, Bellevue Stratford. Dos meses después, Western International pasó a llamarse Westin Hotels, y el hotel pasó a llamarse The Westin Bellevue Stratford en 1983. Ese mismo año, el hotel abrió un estacionamiento de 475 espacios en un terreno adyacente, anteriormente ocupado por el Art Club of Philadelphia. A mediados de la década de 1980, el hotel luchaba por llenar sus cientos de habitaciones. Filadelfia tenía tasas de ocupación hotelera más bajas que otras ciudades importantes de la costa este en ese momento, y un largo conflicto entre los funcionarios de la ciudad y el estado sobre la financiación de un nuevo centro de convenciones, que finalmente abriría en 1993, significó que la demanda de habitaciones de hotel en Center City fue incluso más bajo de lo esperado. Con una tasa de ocupación del 55 por ciento, muy por debajo del 65-70 por ciento necesario para alcanzar el punto de equilibrio, y habiendo operado con una pérdida de efectivo total de $ 25 millones de 1979 a 1985, sin obtener ganancias ni una sola vez desde su restauración, los propietarios del hotel anunciaron en enero de 1986 que cerraría el 2 de febrero. Una demanda del sindicato que representa a los más de 450 empleados debido a la breve notificación dada a sus miembros resultó en un acuerdo para mantenerlo abierto hasta el 2 de abril pero con las reservas anticipadas de The Westin Bellevue Stratford transferidas a otros hoteles como resultado del anuncio de cierre, solo dos pisos de habitaciones aún están en uso, y solo de 10 a 15 huéspedes por noche en el enorme edificio en ese momento, el sindicato aceptó un acuerdo de $ 500,000 y una prometió que el hotel renovado seguiría siendo una tienda sindical y acordó una fecha de cierre anterior. The Westin Bellevue Stratford cerró el 7 de marzo de 1986.

### Conversión de uso mixto

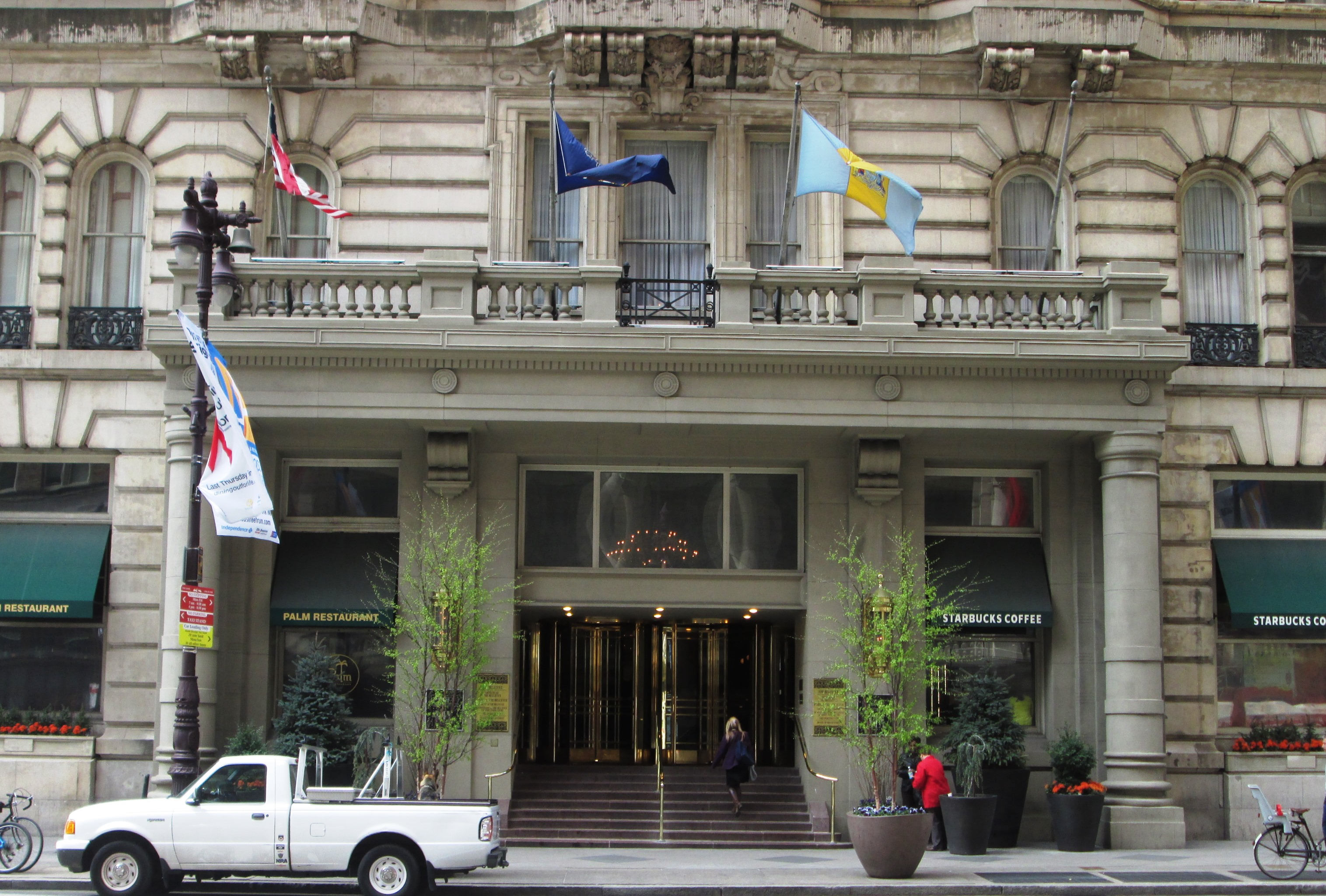
La entrada principal de Broad Street en 2013; el pórtico decorativo es de piedra más oscura porque el original fue retirado en la década de 1950 y tuvo que ser recreado en la restauración de 1979 a partir de los planos originales.

The Rubin Company compró la participación de Westin y nuevamente emprendió un trabajo extenso en el edificio, a un costo de $ 100 millones, diseñado por arquitectos de RTKL Associates Inc. en Baltimore y Vitetta Group-Studio Four de Filadelfia. El nombre del edificio se acortó a The Bellevue. Las grandes áreas públicas en la planta baja se convirtieron en 55,000 pies cuadrados de espacio comercial. Se cortó un gran atrio en el vestíbulo y se instalaron escaleras mecánicas que conducían a una zona comercial subterránea y un patio de comidas. El estacionamiento adyacente al hotel tenía un gimnasio 70,000 pies cuadrados construido encima para servir al complejo. Las habitaciones de hotel en los pisos 3 a 11 se convirtieron en 280,000 pies cuadrados de espacio para oficinas, se ingresaba por la entrada principal original que daba a Broad Street, y la parte de la oficina se abrió el 5 de diciembre de 1988.
La porción del hotel se condensó a 170 habitaciones en los pisos 12 a 18. Se ingresaba a través de un pequeño vestíbulo en la planta baja que daba a Chancellor Court, con el vestíbulo y las salas públicas en el piso 19 remodelado. Los dos salones de baile abovedados en ese piso (las habitaciones South y North Cameo) se convirtieron en el Ethel Barrymore Tea Room y un restaurante llamado Founders, con estatuas de los padres de Filadelfia William Penn, Benjamin Franklin, David Rittenhouse y Charles Wilson Peale. El ala central del edificio en forma de E se eliminó de los pisos 12 a 18 de las habitaciones de huéspedes y se selló la parte trasera, creando un atrio. Sin embargo, se conservó el histórico Rose Ballroom del piso 19 en la parte superior de esta ala central, de pie sobre pilotes de siete pisos que atravesaban el atrio.
La parte del hotel reabrió el 1 de abril de 1989, como el Hotel Atop The Bellevue, administrado bajo un contrato de arrendamiento de 10 años por Cunard Line, El hotel abrió a las protestas de ex empleados sindicalizados, porque Cunard no era parte del acuerdo para recontratarlos y no lo había hecho. La división hotelera de Cunard no tuvo éxito financiero y pronto cerró. Cunard rescindió el contrato de arrendamiento del hotel el 7 de febrero de 1993. Interstate Hotels & Resorts de Pittsburgh asumió la gestión en diciembre de 1994 y el nombre del hotel se acortó para que coincidiera con todo el complejo de usos múltiples, convirtiéndose en The Bellevue. El 1 de diciembre de 1996, Hyatt se hizo cargo de la gestión del hotel, colocándolo en su división boutique Park Hyatt y renombrándolo como Park Hyatt Philadelphia en Bellevue. En 2007, los dos restaurantes y el bar Founders fueron rediseñados por Marguerite Rodgers como XIX (NINETEEN) Café, Bar y Restaurante. En 2009, los cuatro balcones fuera de la cafetería y el restaurante se restauraron y se abrieron al público para ofrecer la mejor experiencia gastronómica al aire libre de la ciudad. En 2010, el hotel se trasladó de Park Hyatt a la división Hyatt y su nombre se acortó a Hyatt at The Bellevue. El hotel se mudó a la división The Unbound Collection de Hyatt en marzo de 2018 y pasó a llamarse The Bellevue Hotel.
En 1993, la ciudad trasladó su centro de convenciones del oeste de Filadelfia al centro de la ciudad, lo que provocó un auge en la ocupación hotelera del Bellevue y otras posadas para una instalación popular que posteriormente se benefició de una gran expansión.